# Daniel Toro
Daniel Cancio Toro (Salta, 3 de enero de 1941-Salta, 25 de mayo de 2023) fue un cantautor del folclore argentino. 
Fue un prolífico compositor, y se estima que ha compuesto más de mil canciones, entre ellas varias que interpretó el mismo y se han vuelto clásicas del cancionero argentino e hispanoamericano, como «Para ir a buscarte», «Cuando tenga la tierra» (ambas con Ariel Petrocelli), «Zamba para olvidarte», «Mi mariposa triste» (ambas junto a Julio Fontana), «El Cristo Americano», «Nostalgia mía», «Pastorcita perdida», «Zamba de tu presencia», «El antigal» (con Lito Nebbia y Ariel Petrocelli) y «Mi principito» (con Néstor César Miguens), entre otras.

## Trayectoria artística
A los 17 años compuso «Para ir a buscarte» con el poeta Ariel Petrocelli, con quien compondría luego otras importantes canciones como «Cuando tenga la tierra» y «El antigal».
Desde 1959 integró varios conjuntos folclóricos como Los Tabacaleros, Los Forasteros, Los Viñateros y Los Nombradores. En 1966 inició su carrera solista.
En 1967 obtuvo un impresionante éxito en el Festival de Cosquín, donde recibió el Premio Consagración por Mejor Folclorista y publicó su primer disco titulado "El nombrador" en homenaje a Jaime Dávalos, cuya poesía en la zamba "la nochera" lo inspiró a componer y escribir folclore.
En los años siguientes, Daniel Toro publicó varios álbumes de mucho éxito popular, cultivando un estilo cercano a la balada romántica. Por esa razón los tradicionalistas del folclore lo criticaron: el estilo juvenil y popular del folclore que Daniel Toro cultivó en los años 1970, fue precursor del folclore de la década de 1990, a través de intérpretes como Soledad, Los Nocheros o Luciano Pereyra.
En la contratapa de su álbum Canciones para mi pueblo (1971), Daniel Toro contestó esas críticas:

Para aquellos que duden de mi proyección eterna como folclorista tal vez les basten mis bagualas y mi rostro (escuchadas unas, observado el otro con atención y detenimiento) como ejemplos concretos que demostrarían el error sostenido; pero a varios no les serán suficientes. Como resultaría difícil conformarlos, aquí va una pintoresca anécdota: en una reunión del ambiente artístico en Buenos Aires se acercó a saludarme el actor cómico José Marrone, popular en el ambiente por sus frases satíricas. Al estrecharme la diestra dijo a gritos: «¡Este grone lleva el país en la cara!». Desde ese país indio y moreno quiero lanzar el torrente de mi hurgar en todos los cancioneros sin desprestigio para mi condición de artista nativo.
Daniel Toro (Canciones para mi pueblo, 1971)

Durante la última dictadura cívico-militar argentina (1976-1983), Daniel Toro integró las listas negras y sus canciones fueron prohibidas. En esa época, para evitar la censura, utilizó el seudónimo de Casimiro Cobos. En ese mismo período sufrió en 1979 un cáncer de garganta, que le hizo perder la voz. Por esa razón debió dejar de cantar muchos años, hasta que en 1985 volvió a los escenarios.
En 1995 recibió el Premio Konex Diploma al Mérito en la disciplina.
Daniel Toro sin embargo no dejó nunca de componer, y con posterioridad a su enfermedad compuso canciones memorables, como «Pastorcita perdida», entre otras.
El 27 de septiembre de 1995, el Congreso de la Nación realizó un reconocimiento público de la importancia del músico para la cultura popular argentina y de su esfuerzo por superar la adversidad.
En 2004 se realizó un tributo a Daniel Toro en el Teatro Astral de Buenos Aires, en el que participaron grandes artistas como Los Fronterizos, el Chango Nieto, Zamba Quipildor, Ariel Petrocelli, Yamila Cafrune, Abel Pintos y Los Nocheros.
El documental El nombrador (2021) de Silvia Majul, se centra en la figura y la carrera de Daniel Toro. El mismo incluye una entrevista a Toro y muestra su presente en Salta, ahora retirado y viviendo su vida mayormente junto a la misma naturaleza que fuera la inspiración (bajo el concepto de Madre Tierra) para "Los duendes" y "Pompo Limón" y lo impulsaron con tantas otras creaciones; Toro relata en el documental cómo la magia de esa tierra norteña lo inspiró a crear la Ópera Andina y otras obras, tanto las conocidas como las muchas otras que están por conocerse por las próximas generaciones en las próximas décadas.

### Fallecimiento
El 28 de abril de 2023 fue internado en un sanatorio de la ciudad de Salta debido a una neumonía.
Daniel Toro falleció el 25 de mayo de 2023 en Salta.

## Discografía
- 1967: El nombrador (revelación de Cosquín)
- 1967: El nombrador; Canciones para mi tierra
- 1970: Canciones para mi tierra
- 1971: Canciones para mi pueblo
- 1971: Un año de amor
- 1971: Rondas de amor
- 1972: Cuando tenga la tierra
- 1972: Del álbum de mi abuela (SP)
- 1972: Retorno al folklore
- 1973: Refranero de mi pueblo
- 1974: Sueño de trovador
- 1974: El Cristo americano / Engañada
- 1976: Zamba para olvidarte
- 1976: Escríbeme una carta
- 1977: Los románticos de la canción Argentina Vol.1 (Con Aldo Monges y Carlos Torres Vila)
- 1977: Esta canción habla por mí
- 1979: Los románticos de la canción Argentina Vol.2 (Con Aldo Monges y Carlos Torres Vila)
- 1979: Daniel Toro
- 1980: Amistad, con el Chango Nieto
- 1981: Reencuentro, con el Chango Nieto
- 1983: La porfía del arte
- 1984: Estirpe

## Recopilados
- 1978: Los más grandes éxitos de Daniel Toro
- 1994: Colección de oro
- 1994: Grandes éxitos
- 1995: Vamos a andar la noche
- 1996: 20 grandes éxitos 1
- 1998: 20 grandes éxitos 2
- 1999: Algo de mi vida
- 2000: Mis mejores 30 canciones (2 CD)
- 2001: Frente a frente con Hernán Figueroa Reyes
- 2004: Los esenciales
- 2004: A Salta me voy.